# Equilibrio (álbum de Porta)
Equilibrio es el disco del MC español Porta, lanzado en 2016, cuando se cumplían 10 años del primer lanzamiento de su carrera, el famoso No es cuestión de edades. 
Fue a su vez el primer disco doble de Porta, siendo el primero un disco con canciones nuevas y originales, y el segundo disco fueron reversiones de canciones viejas, que ya habían aparecido anteriormente en sus primeros trabajos discográficos.
Tiene colaboraciones de: Clara, Kairo, Zarcort, Piter-G, hOlynaight, Shinoflow, Negroman, Soma, ZPU, Isusko, SBRV y Asyd Barrett, y las instrumentales correrán a cargo en gran mayoría por Soma y  Danny Manny, ha sido grabada, mezclada y masterizada por Soma en Lebuqe estudios durante el 2016

## Lista de canciones
| N.º   | Título                                                     | Escritor(es)              | Música      | Duración |  |
| 1.    | «Sin Identidad»                                            | Porta                     | Danny Manny | 3:23     |  |
| 2.    | «Equilibrio»                                               | Porta                     | Danny Manny | 3:57     |  |
| 3.    | «Amor» (Con Clara)                                         | Porta / Clara             | Allrounda   | 4:21     |  |
| 4.    | «Realidad Virtual» (Con Zarcort y Piter-G)                 | Porta / Zarcort / Piter-G | Danny Manny | 5:12     |  |
| 5.    | «Imperfecto»                                               | Porta                     | Don Coda    | 4:17     |  |
| 6.    | «Aprendizaje» (Con Kairo)                                  | Porta / Kairo             | Allrounda   | 4:32     |  |
| 7.    | «Bruce Wayne»                                              | Porta                     | Soma        | 5:09     |  |
| 8.    | «Enmarcando Recuerdos» (Con h0lynaight)                    | Porta / hOlynaight        | Dansonn     | 4:39     |  |
| 9.    | «Tela de Araña» (Con Shinoflow)                            | Porta / Shinoflow         | Dansonn     | 4:03     |  |
| 10.   | «T-Rex»                                                    | Porta                     | Tristan     | 4:31     |  |
| 11.   | «Manual de Postureo» (Con Negroman)                        | Porta / Negroman          | Danny Manny | 4:11     |  |
| 12.   | «Escribo Poco» (Con Soma)                                  | Porta / Soma              | Soma        | 5:48     |  |
| 13.   | «Mejor que Ayer»                                           | Porta                     | Allrounda   | 3:04     |  |
| 14.   | «Lo que se avecina 1.5»                                    | Porta                     | Soma        | 2:12     |  |
| 15.   | «Cosas de la vida 1.5»                                     | Porta                     | Soma        | 5:23     |  |
| 16.   | «Hay siempre un sentimiento muerto en un corazón roto 1.5» | Porta                     | Soma        | 5:57     |  |
| 17.   | «No hay truco 1.5»                                         | Porta                     | Soma        | 4:03     |  |
| 18.   | «El 90% de mi 1.5» (Con ZPU)                               | Porta / ZPU               | Soma        | 3:43     |  |
| 19.   | «Distancia 1.5»                                            | Porta                     | Soma        | 3:26     |  |
| 20.   | «Acción y Reacción 1.5» (Con Isusko y SBRV)                | Porta / Isusko / SBRV     | Danny Manny | 5:33     |  |
| 21.   | «Corazón, boli y papel 1.5»                                | Porta                     | Danny Manny | 3:51     |  |
| 22.   | «Las niñas de hoy en día... 1.5»                           | Porta                     | Soma        | 3:23     |  |
| 23.   | «Reggaetonto 1.5»                                          | Porta                     | Soma        | 4:35     |  |
| 24.   | «Mi rosa negra 1.5» (Con Asyd Barrett(Bazzel))             | Porta / Asyd Barrett      | Soma        | 4:05     |  |
| 25.   | «Tetris Rap 1.5»                                           | Porta                     | Soma        | 1:36     |  |
| 26.   | «Dragon Ball Rap 1.5»                                      | Porta                     | Soma        | 4:49     |  |
| 1:44h |                                                            |                           |             |          |  |